# برديج سيتي
برديج سيتي (بالإنجليزية: Bridge City)‏ هي مدينة أمريكية تقع في ولاية تكساس.تبلغ مساحة هذه المدينة 14 (كم²)،ويبلغ عدد سكانها 8651 نسمة حسب إحصاء سنة 2010 م. تشير إحصاءات سنة 2000م بأن الكثافة السكانية في هذه المدينة تقدر بـ(649.4) نسمة/كم2.

## التركيبة السكانية
حدّد مكتب تعداد الولايات المتحدة بيانات التركيبة السكانية لبرديج سيتي في تعداد الولايات المتحدة. في ما يلي، التركيبة السكانية حسب تعدادي 2000 و2010.

### تعداد عام 2000
بلغ عدد سكان برديج سيتي 8,651 نسمة بحسب تعداد عام 2000، وبلغ عدد الأسر 3,195 أسرة وعدد العائلات 2,477 عائلة مقيمة في المدينة. في حين سجلت الكثافة السكانية 467.6 نسمة لكل كيلومتر مربع (1,211.1/ميل2). وبلغ عدد الوحدات السكنية 3,432 وحدة بمتوسط كثافة قدره 185.5 لكل كيلومتر مربع (480.4/ميل2).
وتوزع التركيب العرقي للمدينة بنسبة 95.43% من البيض و0.20% من الأمريكيين الأفارقة و0.75% من الأمريكيين الأصليين و1.40% من الأمريكيين ذوي الأصول الآسيوية و0.06% من سكان جزر المحيط الهادئ و1.27% من الأعراق الأخرى و0.89% من عرقين مختلطين أو أكثر و3.57% من الهسبانيون أو اللاتينيون من أي عرق.
بلغ عدد الأسر 3,195 أسرة كانت نسبة 40.5% منها لديها أطفال تحت سن الثامنة عشر تعيش معهم، وبلغت نسبة الأزواج القاطنين مع بعضهم البعض 62% من أصل المجموع الكلي للأسر، ونسبة 10.6% من الأسر كان لديها معيلات من الإناث دون وجود شريك، بينما كانت نسبة 4.9% من الأسر لديها معيلون من الذكور دون وجود شريكة وكانت نسبة 22.5% من غير العائلات. تألفت نسبة 19.6% من أصل جميع الأسر من عدة أفراد يعيشون في نفس المنزل ونسبة 8.8% كانت تتألف من شخص يعيش بمفرده يبلغ من العمر 65 عاماً أو أكثر. وبلغ متوسط حجم الأسرة المعيشية 2.69، أما متوسط حجم العائلات فبلغ 3.07.
بلغ العمر الوسطي للسكان 35.8 عاماً. وكانت نسبة 27% من القاطنين تحت سن الثامنة عشر، وكانت نسبة 9.4% بين الثامنة عشر والرابعة والعشرين عاماً، ونسبة 28% كانت واقعةً في الفئة العمرية ما بين الخامسة والعشرين والرابعة والأربعين عاماً، ونسبة 22.9% كانت ما بين الخامسة والأربعين والرابعة والستين، ونسبة 12.2% كانت ضمن فئة الخامسة والستين عاماً فما فوق. يوجد لكل 100 أنثى 96.4 ذكر، ويوجد لكل 100 أنثى في الثامنة عشر من عمرها فما فوق 93.4 ذكر.
بلغ متوسط دخل الأسرة في المدينة 42,045 دولارًا، أما متوسط دخل العائلة فبلغ 49,750 دولارًا. وكان متوسط دخل الذكور 42,398 دولارًا مقابل 22,674 دولارًا للإناث. وسجل دخل الفرد الخاص بالمدينة 18,290 دولارًا. وكانت نسبة 7.9% من العائلات ونسبة 10.3% من السكان تحت خط الفقر، وكان من هؤلاء نسبة 13.4% تحت سن الثامنة عشر ونسبة 12.8% في الخامسة والستين من العمر وما فوق.

### تعداد عام 2010
بلغ عدد سكان برديج سيتي 7,840 نسمة بحسب تعداد عام 2010، وبلغ عدد الأسر 2,945 أسرة وعدد العائلات 2,232 عائلة مقيمة في المدينة. في حين سجلت الكثافة السكانية 423.8 نسمة لكل كيلومتر مربع (1,097.6/ميل2). وبلغ عدد الوحدات السكنية 3,563 وحدة بمتوسط كثافة قدره 192.6 لكل كيلومتر مربع (498.8/ميل2).
وتوزع التركيب العرقي للمدينة بنسبة 92.91% من البيض و0.33% من الأمريكيين الأفارقة و0.45% من الأمريكيين الأصليين و1.96% من الأمريكيين ذوي الأصول الآسيوية و2.37% من الأعراق الأخرى و1.98% من عرقين مختلطين أو أكثر و7.09% من الهسبانيون أو اللاتينيون من أي عرق.
بلغ عدد الأسر 2,945 أسرة كانت نسبة 38.6% منها لديها أطفال تحت سن الثامنة عشر تعيش معهم، وبلغت نسبة الأزواج القاطنين مع بعضهم البعض 58.3% من أصل المجموع الكلي للأسر، ونسبة 11.6% من الأسر كان لديها معيلات من الإناث دون وجود شريك، بينما كانت نسبة 5.8% من الأسر لديها معيلون من الذكور دون وجود شريكة وكانت نسبة 24.2% من غير العائلات. تألفت نسبة 19.7% من أصل جميع الأسر من عدة أفراد يعيشون في نفس المنزل ونسبة 7.6% كانت تتألف من شخص يعيش بمفرده يبلغ من العمر 65 عاماً أو أكثر. وبلغ متوسط حجم الأسرة المعيشية 2.66، أما متوسط حجم العائلات فبلغ 3.03.
بلغ العمر الوسطي للسكان 36.2 عاماً. وكانت نسبة 25.8% من القاطنين تحت سن الثامنة عشر، وكانت نسبة 8.5% بين الثامنة عشر والرابعة والعشرين عاماً، ونسبة 26.9% كانت واقعةً في الفئة العمرية ما بين الخامسة والعشرين والرابعة والأربعين عاماً، ونسبة 26% كانت ما بين الخامسة والأربعين والرابعة والستين، ونسبة 12.9% كانت ضمن فئة الخامسة والستين عاماً فما فوق. وتوزع التركيب الجنسي للسكان بنسبة 49.9% ذكور و50.1% إناث.

## أعلام
- راندال تكس كوب